# Ашино
Ашино́ (ботл. ГIашину) — село в Ботлихском районе Дагестана. Входит в состав сельского поселения Сельсовет «Ботлихский».

## Географическое положение
Расположено в 5 км к северо-западу от села Ботлих, на правом берегу реки Ансалта.

## Население
| 1926 | 1939 | 1970 | 1989 | 2002 | 2010 | 2021 |
| ---- | ---- | ---- | ---- | ---- | ---- | ---- |
| 41   | ↗53  | ↗63  | ↘42  | ↘40  | ↗79  | ↗99  |

Моноэтническое ботлихское село.